# براكتولول
براكتولول وهو أحد حاصرات المستقبل بيتا الودي والذي استخدم سابقا في علاج اضطراب النظم القلبي الطارئ. لم يعد يستخدم بسبب سميته العالية رغم تركيبة الشبيه ببروبرانولول، وهو حاليا من الأدوية الممنوعة.

## التخليق

Practolol synthesis: Howe, Smith, ; eidem, (1966, 1968, to I.C.I.).